# モホロビッチ不連続面
もしかして
- モホロビチッチ不連続面

ではありませんか？